# L'instant decisiu
 L'instant decisiu  (títol original en anglès: Split Second) és una pel·lícula estatunidenca dirigida per Dick Powell, estrenada el 1953. Ha estat doblada al català.

## Argument[2]
Sam Hurley (Stephen McNally), l'assassí núm. 1 que té un fred menyspreu pels "herois", s'escapa de la presó amb dos reclusos més (Paul Kelly i Frank DeKova) retenint un variat grup d'ostatges en un poble abandonat al desert de Nevada, anomenat Lost Hope City. No és exactament un poble fantasma, sinó un poble construït expressament per una prova. Sap que no els buscaran allà perquè l'endemà al matí es fa una prova de bomba atòmica. La tensió augmenta mentre Hurley manté els altres en el suspens pel que fa a si els deixarà escapar-se abans de la bomba.
Entre els ostatges, el periodista Keith Andes, la cantant de cabaret Jan Sterling, Alexis Smith de l'alta societat, el seu marit el doctor Richard Egan i el seu nou amant Robert Paige. Andes sospita que la ciutat deserta és al Camp Zero de l'última prova de bombes, però no pot convèncer els presos fins que és gairebé massa tard. La seqüència millor i més horrible té lloc cap al final, quan els criminals, acompanyat de Ms. Smith descobreixen que estan anant cap a l'objectiu de la bomba en comptes d'allunyar-se. El novel·lista Irving Wallace va col·laborar en el guió, amb Chester Erskine i William Bowers.

## Repartiment
- Stephen McNally: Sam Hurley
- Alexis Smith: Kay Garven
- Jan Sterling: Dottie Vale
- Keith Andes: Larry Fleming
- Arthur Hunnicutt: Asa Tremaine
- Paul Kelly: Bart Moore
- Robert Paige: Arthur Ashton
- Richard Egan: Doctor Neal Garven
- Frank DeKova: Dummy

Actors que no surten als crèdits
- William Forrest: Coronel Wright
- Nestor Paiva: Pete